# Gran Premio Provincia de Buenos Aires
El Gran Premio Provincia de Buenos Aires es una carrera clásica de caballos de carrera que se disputa en el Hipódromo de La Plata, sobre 2200 metros en pista de arena y convoca a potrillos y potrancas de 3 años. Dentro del calendario del proceso selectivo de productos, es el clásico más importante en territorio platense. Es una de las cuatro carreras de La Plata catalogadas en el Grupo 1 en la escala internacional. Se realiza en el mes de octubre.
En La Plata, el Gran Premio Provincia de Buenos Aires ocupa una posición similar al Gran Premio Jockey Club en el Hipódromo de San Isidro y al Gran Premio Nacional en el Hipódromo Argentino de Palermo, debido a que los tres cotejos son las carreras que culminan con el proceso selectivo de cada circo hípico, previo a los posibles choques generacionales posteriores.
A partir del 2023 bajó su categoría a Grupo 2, pasando de llamarse Gran Premio Provincia de Buenos Aires (G1) a Clásico Provincia de Buenos Aires (G2).

## Últimos ganadores del Provincia de Buenos Aires
| Año  | Ganador          | País | Jockey               | País | Padre              | País | Madre           | País | Criador                        | Caballeriza      | Colores            |
| ---- | ---------------- | ---- | -------------------- | ---- | ------------------ | ---- | --------------- | ---- | ------------------------------ | ---------------- | ------------------ |
| 2024 | Seek Wave        |      | Francisco Arreguy    |      | Seek Again         |      | Holiday Wave    |      | Haras Firmamento               | San Donato       |                    |
| 2023 | Sofware          |      | Martín Valle         |      | Treasure Beach     |      | Inter Line      |      | Haras Comalal                  | Milenium         |                    |
| 2022 | Escape Hatch     |      | Eduardo Ortega Pavón |      | Il Campione        |      | Glad Fantasy    |      | Triple Alliance S.A.           | Triple Alliance  |                    |
| 2021 | Emprestado       |      | Eduardo Ortega Pavón |      | Catcher In The Rye |      | Empress Style   |      | Haras Abolengo                 | Etica            |                    |
| 2020 | Moet Mix         |      | William Pereyra      |      | Dynamix            |      | Basha Girl      |      | Serra Aurelio S. y Asebel S.A. | Bingo Horse      |                    |
| 2019 | Australis Cheeky |      | Francisco Gonçalves  |      | Interaction        |      | Australis Queen |      | Haras Futuro S.R.L.            | Haras Futuro     | Horse racing silks |
| 2018 | Emotion Orpen    |      | Francisco Gonçalves  |      | Orpen              |      | Unavailable     |      | Haras Firmamento               | Firmamento       | Horse racing silks |
| 2017 | Roman Rosso      |      | Wilson Moreyra       |      | Roman Ruler        |      | Rose City       |      | Haras Melincué                 | La Primavera     | Horse racing silks |
| 2016 | Perfecto Juez    |      | Jorge Ricardo        |      | Perfectperformance |      | Miss Ventura    |      | Haras San Lorenzo de Areco     | Monte Suali      | Horse racing silks |
| 2015 | Ejecutor         |      | Juan Cruz Villagra   |      | Asiatic Boy        |      | Eclisa          |      | Haras La Esperanza             | Los de Areco     | Horse racing silks |
| 2014 | Río Vettel       |      | Walter Aguirre       |      | True Cause         |      | Regal Compact   |      | Francisco Fraguas              | La Frontera      | Horse racing silks |
| 2013 | Bajista          |      | Francisco Gonçalves  |      | Perfectperformance |      | Balcarce        |      | Haras La Manija                | La Manija        | Horse racing silks |
| 2012 | Proud Ruler      |      | Rodrigo Blanco       |      | Roman Ruler        |      | Sarahllon       |      | Haras Melincué                 | Chelsea          | Horse racing silks |
| 2011 | Life For Sale    |      | Jorge Ricardo        |      | Not For Sale       |      | Doubt Fire      |      | Paulo Peixoto de Castro        | Rubio B.         | Horse racing silks |
| 2010 | Dream Storm      |      | Rodrigo Blanco       |      | February Storm     |      | Pretty Dream    |      | Haras Dilú                     | Haras Dilú       | Horse racing silks |
| 2009 | Cafrune          |      | Horacio Karamanos    |      | Colonial Affair    |      | Ipacarai        |      | Haras El Paraíso               | S. de B.         | Horse racing silks |
| 2008 | Garatero         |      | Jorge Ricardo        |      | Indygo Shiner      |      | Galerita        |      | Haras La Quebrada              | Matty            | Horse racing silks |
| 2007 | Suker            |      | Aníbal Cabrera       |      | Fortunate Joe      |      | Simpática Toss  |      | Haras Cumeneyén                | Granalia         | Horse racing silks |
| 2006 | Silver Drink     |      | Pablo Sotelo         |      | Silver Planet      |      | Escabieuse      |      | Haras Melincué                 | Agus             | Horse racing silks |
| 2005 | Basko Aizkolari  |      | Gonzalo Hahn         |      | Engrillado         |      | Topada Light    |      | Haras Usasti                   | El Asturiano     | Horse racing silks |
| 2004 | Fire Wall        |      | Rodrigo Blanco       |      | Incurable Optimist |      | Fat Timer       |      | Haras Orilla del Monte         | El Gusy          | Horse racing silks |
| 2003 | Go Bob           |      | Ángel Irastorza      |      | Bordeaux Bob       |      | Pabla Merce     |      | Néstor Otero                   | Haras Dilú       | Horse racing silks |
| 2002 | El Charlatán     |      | Antonio Rivero       |      | Mutakddim          |      | La Lógica       |      | Haras La Quebrada              | Gaviota de Mar   | Horse racing silks |
| 2001 | Second Reality   |      | Gonzalo Hahn         |      | Hidden Prize       |      | Secret Love     |      | Haras Orilla del Monte         | El Asturiano     | Horse racing silks |
| 2000 | Campesino        |      | Jacinto Herrera      |      | Careafolie         |      | Ting A Tong     |      | Haras La Colina                | Starlight        | Horse racing silks |
| 1999 | El Realizado     |      | Mario Leyes          |      | Montreal Marty     |      | La Perruca      |      | Haras Las Camelias             | Mi Bebé          | Horse racing silks |
| 1998 | Tifosi           |      | Jorge Ojeda          |      | Ringaro            |      | Telemétrica     |      | Haras El Turf                  | Ni Fu Ni Fa      | Horse racing silks |
| 1997 | Bat Recio        |      | Cristian Quiles      |      | Batty              |      | Refine Girl     |      | Haras La Biznaga               | Rincón de Piedra | Horse racing silks |
| 1996 | Musicólogo       |      | Néstor Oviedo        |      | Political Ambition |      | Mari's Music    |      | Haras Vacación                 | Los Puntanos     | Horse racing silks |
| 1995 | Condor Cal       |      | Jacinto Herrera      |      | Hesical            |      | Qué Dorada      |      | Haras Cumeneyén                | Cumeneyén        | Horse racing silks |